# گاوماهی گرد خزری
گاوماهی گرد خزری (Neogobius melanostomus) نوعی ماهی است.
نام انگلیسی: Caspian round goby
نام فارسی:گاو ماهی، سگ ماهی
خصوصیات کلیدی: D1.VI(VII) ,D۲.I 14-17 A.I10-13 squ.۴۹–۵۳
بدن به رنگ قهوه‌ای، که روی اولین باله پشتی لکه سیاه کروی دیده می‌شود. سر این ماهی گرد و باله شکمی تقریباً تا مخرج می‌رسد.
اندازه:حداکثر طول کل بدن ۲۵۰ میلیمتر و حداکثر وزن آن ۵۰ تا ۶۰ گرم.
زیستگاه:بیشتر قسمتهای میانی رودخانه که در آن دمای متوسط بین ۱۲–۲۰ درجه باشد، البته بستر قلوه سنگی را ترجیح می‌دهند.
غذا:در رودخانه مادرسو پارک ملی گلستان از بی مهرگان آبزی بستر رودخانه (اغلب حشرات آبزی)
تولید مثل:ماده‌ها در ۲ سالگی و نرها در ۳ سالگی بالغ می‌شوند. هماوری بین ۵۵۰ تا ۱۳۰۰ تخم می‌باشد. در ماه‌های اردیبهشت و خرداد تخم ریزی کرده، که این عمل طی چند نوبت در بستر انجام می‌گیرد.
پراکنش: رودخانه‌های حوضه جنوبی دریای خزر.